# سرطانة الخلايا الكأسية
سَرَطانة الخلايا الكَأسية (بالإنجليزية: Goblet cell carcinoma)‏ أَو (بالإنجليزية: Crypt cell carcinoma)‏ وَتُدعى اختصاراً GCC، هيَ وَرم نادِر ثُنائي الطَور يَحدث في السَبيل الهَضمي، حيثُ يَتكون مِن جُزء عَصبي صَماوي وَجَزء سَرطاني اعتيادي، وَينشأ مِن خلايا بانيت.
تُعتبر سرطانة الخلايا الكَأسية ذات طَبع عُدواني مُقارنةً بأورام الزائدة العصبية الصَماوية.

## العلامات وَالأعراض
تَظهر سَرطانة الخَلايا الكَأسية كَالتهاب الزائدة الدودية.

## التشخيص

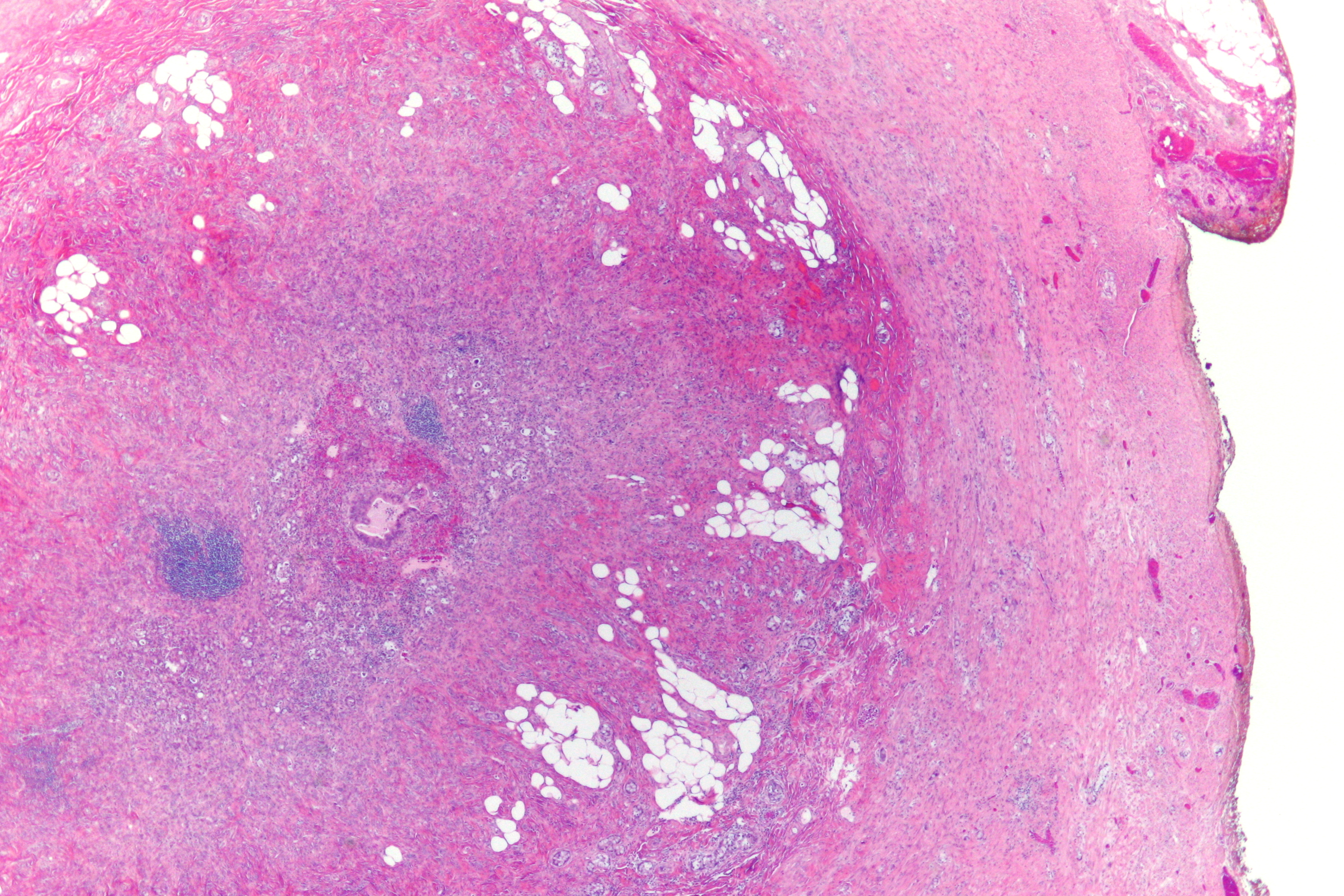
صُورة مِجهرية لِسَرَطانة الخلايا الكَأسية.

يَتم تَشخيص سَرطانة الخلايا الكَأسية عن طَريق علم الأمراض، حيثُ يُوصف على أنهَ سَرطان ثُنائي الطُور يَشمل خَلايا شَبيهة بالخلية الكَأسية بالإضافة إلى كروماتين نووي ذو نَوع عصبي صماوي (كروماتين مُرقط).

## العلاج
يَتم علاج سَرطانة الخلايا الكَأسية عن طريق الجِراحة.